# Cantó de La Roche-sur-Foron
El cantó de La Roche-sur-Foron és un cantó francès del departament de l'Alta Savoia, situat al districte de Bonneville. Té 9 municipis i el cap és La Roche-sur-Foron.

## Municipis
- Amancy
- Arenthon
- La Chapelle-Rambaud
- Cornier
- Etaux
- La Roche-sur-Foron
- Saint-Laurent
- Saint-Pierre-en-Faucigny
- Saint-Sixt

| Data d'elecció                           | Identitat            | Partit        | Qualitat |
| ---------------------------------------- | -------------------- | ------------- | -------- |
| 1949-19..                                | Dr Pelloux           | MRP           |          |
| 19..-1979                                | M. Puthod            | Divers droite |          |
| 1979-19..                                | M. Cotterlaz-Rannard | Divers droite |          |
| 19..-2004                                | Joseph Fournier      | UDF           |          |
| 2004-                                    | Denis Duvernay       | Divers droite |          |
| les dades anteriors no són pas conegudes |                      |               |          |